# Zephyranthes stellaris
Zephyranthes stellaris är en amaryllisväxtart som beskrevs av Pierfelice Ravenna. Zephyranthes stellaris ingår i släktet Zephyranthes och familjen amaryllisväxter. Inga underarter finns listade i Catalogue of Life.